# Bataille de Szczekociny
La bataille de Szczekociny se déroula le 6 juin 1794 près de la ville de Szczekociny. Cette bataille opposa les Polonais aux forces coalisées de la Russie impériale et du Royaume de Prusse. 
Les troupes polonaises étaient commandées par Tadeusz Kościuszko. Elles se composaient de 3 500 cavaliers, 5 500 soldats d'infanterie régulière, 6 000 lanciers et 33 canons
Les forces adverses, fortes de plus de 26 000 soldats, étaient sous le commandement du général russe Alexandre Tormassov et de Frédéric-Guillaume II de Prusse. On comptait 20 000 fantassins, 6 500 cavaliers et 134 canons.
Les troupes polonaises furent prises en tenaille entre les troupes russes sur le flanc gauche et les troupes prussiennes sur le flanc droit. 
La défaite fut d'une grande importance pour l'effondrement du moral des insurgés, et entraîna la chute de Cracovie.